# 艾兰木巴格街道
艾兰木巴格街道，是中华人民共和国新疆维吾尔自治区伊犁哈萨克自治州伊宁市下辖的一个乡镇级行政单位。

## 行政区划
艾兰木巴格街道下辖以下地区：
艾兰木巴格社区、巴依库勒社区、托乎勒科瑞克社区、阿勒玛巴扎社区、北苑社区、环城北路社区、湟渠社区、克孜勒科瑞克社区、东站社区、英阿亚提北路社区、天山街社区、阿勒吞勒克社区、英阿亚提小区社区、萨依买里社区和都市田园社区。